# Vuosaari
Vuosaari (en sueco Nordsjö) es un distrito de la ciudad de Helsinki, Finlandia. Está localizado en la costa este de la ciudad, con un área de 15,38 km² es el distrito más extenso de Helsinki. Desde 1998 el distrito tiene dos estaciones de metro: las de Vuosaari y Rastila.
Vuosaari es una de las zonas con más rápido crecimiento de Helsinki. Su número de habitantes se ha incrementado en gran medida desde los años 90. En 2002 el distrito tenía una población aproximada de 29.000 habitantes, se estima que para el 2010 la población se aproxime a los 40.000 habitantes. 
Entre otras cosas, Vuosaari es importante por sus áreas naturales y por sus zonas de recreación en la costa. Un ejemplo de esto es el parque natural Uutela, un parque popular localizado en la esquina suroeste de Vuosaari. La construcción de nuevas zonas residenciales ha levantado críticas en la población, ya que mucha gente cree que esto afecta de gran manera a la vida natural.
Vuosaari también tiene el mayor puerto marítimo de la ciudad de Helsinki. La construcción del proyecto finalizó en 2008 y el puerto se inauguró en noviembre de 2008.
Cerca de un 18% (2002) de la población del distrito es extranjera o tiene ascendencia extranjera; este hecho convierte a Vuosaari como una de las zonas con más alto porcentaje de población extranjera en Helsinki (y de igual manera en Finlandia).
Vuosaari está subdividido en las siguientes zonas: Keski-Vuosaari, Kallahti, Meri-Rastila, Rastila, Aurinkolahti, Uutela, Niinisaari, Nordsjön kartano (Granja de Nordsjö) y Mustavuori.

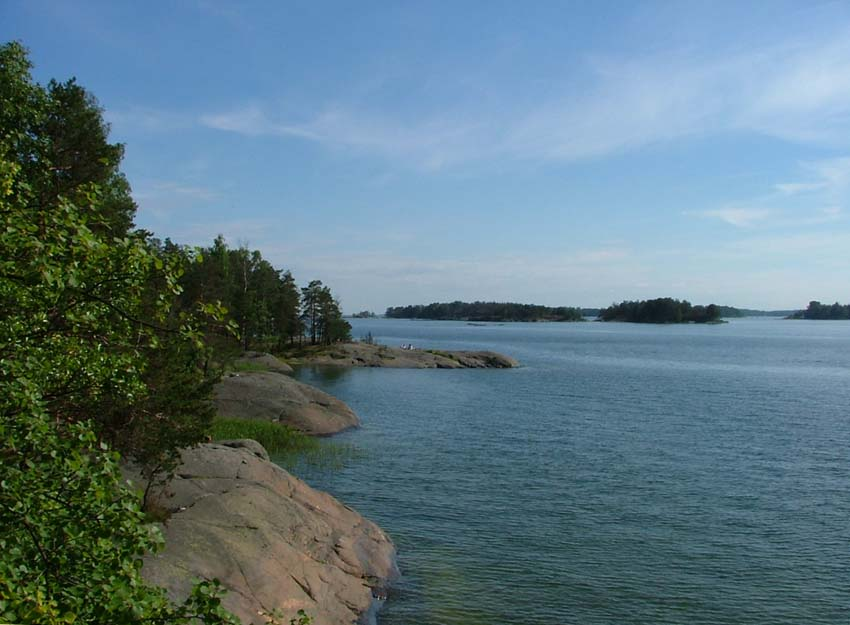
Rocas costeras en el parque natural de Uutela